# Саккетти, Луиджи
Луиджи Саккетти (итал. Luigi Sacchetti; род. 22 марта 1958, Реджо-ди-Калабрия, Италия) — итальянский футболист, игравший на позиции полузащитника. По завершении игровой карьеры — тренер.
Выступал за молодежную сборную Италии. Чемпион Италии.

## Биография
Родился 22 марта 1958 года в городе Реджо-ди-Калабрия. Воспитанник футбольной школы клуба «Фиорентина». В течение 1975—1976 годов получил первый опыт взрослого футбола в командах низшей лиги «Джоезе» и «Асти», после чего дебютировал в составе основной команды «Фиорентины». В течение следующих шести сезонов отыграл за флорентийскую команду почти 100 игр в чемпионате Италии.
В 1982 году перешел в ряды «Вероны», которой в сезоне 1984/85 завоевать первый в истории титул чемпиона Италии. В течение 1986—1987 годов защищал цвета «Брешии», после чего еще на один сезон вернулся в «Верону».
Завершил игровую карьеру в команде «Александрия», за которую выступал в течение 1989—1990 годов.

### Выступления за сборные
В 1977 году призывался в ряды юношеской сборной Италии (U-20), в составе которой был участником прошлогоднего молодежного чемпионата мира.
В течение 1980—1982 годов привлекался в состав молодежной сборной Италии. На молодежном уровне сыграл в четырех официальных матчах. Был участником молодежного Евро-1980, на котором итальянцы прекратили борьбу на стадии четвертьфиналов.

### Карьера тренера
Начал тренерскую карьеру, вернувшись к футболу после небольшого перерыва, в 1997 году, став тренером одной из юношеских команд в структуре клуба «Верона».
В течение тренерской карьеры также возглавлял команды «Карпе» и «Новара».
Пока последним местом тренерской работы был клуб «Цевио», главным тренером команды которого Луиджи Саккетти был с 2009 по 2015 год.